# NGC 631
NGC 631 (другие обозначения — UGC 1153, MCG 1-5-7, ZWG 412.6, NPM1G +05.0064, PGC 5983) — эллиптическая галактика (E) в созвездии Рыбы. Открыта Альбертом Мартом в 1864 году. Описание Дрейера: «очень тусклый, маленький объект, яркость увеличивается к середине».
Этот объект входит в число перечисленных в оригинальной редакции «Нового общего каталога».